# Кіндзельський Богдан Ярославович
Бо́гдан Яро́славович Кіндзельський (17 грудня 1933, Білий Камінь — 21 січня 2001, Львів) — архітектор, реставратор.

## Біографія
Народився 17 грудня 1933 року в селі Білий Камінь, Золочівського повіту, Тернопільського воєводства, Польща (нині — Золочівський район, Львівської області).
1969 року закінчив Львівський політехнічний інститут. Протягом 1968—1998 років працював у Львівській міжобласній спеціальній науково-реставраційній майстерні (згодом інститут «Укрзахідпроектреставрація»). Очолював один із підрозділів закладу. Фахівець із дерев'яної архітектури. Виконав проекти реставрації понад 50 пам'яток народної дерев'яної архітектури, реалізовані під його особистим наглядом. Це дерев'яні церкви, зокрема, святої Параскеви (с. Козина), Непорочного Зачаття (с. Волиця), Хрестовоздвиженська церква (м. Кременець), Успіння Пресвятої Богородиці (м. Чортків), Іоанна Богослова (с. Скорики), Миколаївська церква (с. Лозова), Покровська церква (м. Фастів), святого Юрія (м. Дрогобич); Святого Духа та дзвіниця Троїцької церкви (с. Потелич), Воздвиження Чесного Хреста на Корвасарах (м. Кам'янець-Подільський), святого Микити (с. Дернів), святої Параскеви (м. Белз), Пресвятої Трійці (м. Броди), Святої Трійці (с. Драбівці), Покровська церква (с. Ясени) та багато інших.
У 1995 році відзначений Державною премією України в галузі архітектури за реставрацію сакральної архітектури Тернопільської області XIV—XIX століть (у складі колективу).